# 道川村 (秋田県)
道川村（みちかわむら）は、昭和30年（1955年）まで秋田県由利郡北部にあった村。現在の由利本荘市岩城道川・岩城内道川・岩城勝手・岩城君ヶ野・岩城二古にあたる。

## 地理
- 海：日本海
- 山：観音森

## 歴史
- 明治22年（1889年）4月1日 - 町村制施行にともない、道川村・内道川村・勝手村・君ヶ野村・二古村の計5か村が合併し、新制の道川村が発足。
- 昭和30年（1955年）7月28日 - 亀田町と合併し、岩城町となる。

## 行政

### 首長
- 歴代村長

| 代 | 氏名       | 就任                      | 退任                      | 備考 |
| -- | ---------- | ------------------------- | ------------------------- | ---- |
| 1  | 田口忠次   | 明治22年（1889年）4月28日 | 明治30年（1897年）4月27日 |      |
| 2  | 堀井久蔵   | 明治30年（1897年）5月28日 | 明治42年（1909年）4月27日 |      |
| 3  | 小川武雄   | 明治42年（1909年）4月28日 | 大正2年（1913年）3月27日  |      |
| 4  | 今野善助   | 大正2年（1913年）4月13日  | 大正5年（1916年）3月30日  |      |
| 5  | 岡部謹之助 | 大正6年（1917年）4月20日  | 大正10年（1921年）4月30日 |      |
| 6  | 田口保太郎 | 大正10年（1921年）8月24日 | 昭和8年（1933年）4月30日  |      |
| 7  | 渡辺久太郎 | 昭和8年（1933年）5月20日  | 昭和9年（1934年）7月20日  |      |
| 8  | 今野政治   | 昭和9年（1934年）8月25日  | 昭和13年（1938年）2月28日 |      |
| 9  | 山中信次郎 | 昭和14年（1939年）4月7日  | 昭和18年（1943年）4月6日  |      |
| 10 | 田口長四郎 | 昭和18年（1943年）4月26日 | 昭和21年（1946年）11月3日 |      |
| 11 | 三浦幸市   | 昭和26年（1951年）4月24日 | 昭和30年（1955年）7月27日 |      |

## 地域

### 教育
- 道川村立道川小学校
- 道川村立道川中学校

## 交通

### 道路
国道7号

### 鉄道
- 国鉄羽越本線：（二古信号場） - 道川駅